# اگوایتیا
اگوایتیا (به اسپانیایی: Aguaytía) یک شهرک در پرو است که در منطقه اوکایالی واقع شده‌است.

## خصوصیات
اگوایتیا ۲۸۷ متر بالاتر از سطح دریا واقع شده‌است.